# エミール・ルーダー
エミール・ルーダー（Emil Ruder, 1914年3月20日 – 1970年3月13日）は、スイスのタイポグラファー。アーミン・ホフマンと共にバーゼル造形学校（Schule für Gestaltung Base）の設立に関わり、スイス・スタイル（International Typographic Style）の一翼を担った。
ルーダーはTypografische Monatsblätterという雑誌の寄稿編集者・ライターであった。ルーダーは「Emil Ruder: Typopgraphy（和訳版：タイポグラフィ──タイポグラフィ的造形の手引き）」というタイポグラフィ入門書を出版している。この本はまずドイツ語で、その後英語にて出版された。この本によってスイス・スタイルは広がり、ヨーロッパおよび北アメリカのタイポグラフィ教育の基礎教科書となった。1962年にはニューヨークのInternational Center for the Typographic Artsの設立を手伝った。

## スイス・スタイル
スイス・スタイルはサンセリフ書体を使い、構成にグリッドを利用し、左右非対称のレイアウトのデザインであると定義されている。ルーダーが1942年に初めてバーゼル工芸学校（Allgemeine Gewerbeschule）にて教えた。1948年にルーダーは芸術家であり印刷工のアーミン・ホフマンに出会った。ルーダーとホフマンはその後、長きにわたって共同制作を行った。彼らの教育は1950年代中盤までに国際的に高い評価を得た。1960年代中盤には彼らのコースのキャンセル待ち名簿に、常に沢山の名前が並ぶようになった。

## 関連人物
- ヘルムート・シュミット (タイポグラファー)

## 著作
- 『タイポグラフィ──タイポグラフィ的造形の手引き』（ボーンデジタル, 2019年, ISBN 978-4-862464477）